# Diecezja Werony
Diecezja Werony – diecezja Kościoła rzymskokatolickiego w północnych Włoszech, w metropolii Wenecji, w regionie kościelnym Triveneto.
Została erygowana w III wieku. Należące do diecezji parafie znajdują się na obszarze dwóch świeckich prowincji: Werony i Brescii.